# Carya hunanensis
Carya hunanensis là một loài thực vật có hoa trong họ Óc chó. Loài này được C.C.Cheng & R.H.Chang mô tả khoa học đầu tiên năm 1979.